# Grindu (okręg Tulcza)
Grindu – wieś w Rumunii, w okręgu Tulcza, w gminie Grindu. W 2011 roku liczyła 1356 mieszkańców.